# Newman (Califórnia)
Newman é uma cidade localizada no estado americano da Califórnia, no Condado de Stanislaus. Foi incorporada em 10 de junho de 1908.

## Geografia
De acordo com o United States Census Bureau, a cidade tem uma área de 5,4 km², onde todos os 5,4 km² estão cobertos por terra.

### Localidades na vizinhança
O diagrama seguinte representa as localidades num raio de 32 km ao redor de Newman.

## Demografia
Segundo o censo nacional de 2010, a sua população é de 10 224 habitantes e sua densidade populacional é de 1 879,77 hab/km². Possui 3 357 residências, que resulta em uma densidade de 617,21 residências/km².